# Hudson (Wisconsin)
Hudson település az Amerikai Egyesült Államok Wisconsin államában, Saint Croix megyében, melynek megyeszékhelye is. Lakosainak száma 14 755 fő (2020. április 1.).

## Népesség
A település népességének változása:

| 2010 | 12 719 |
| 2020 | 14 755 |